# Cladosporium sorghi
Cladosporium sorghi är en svampart som beskrevs av S.R. Chowdhury 1970. Cladosporium sorghi ingår i släktet Cladosporium och familjen Davidiellaceae.   Inga underarter finns listade i Catalogue of Life.